# 日本山蟻
日本山蚁（学名：Formica japonica）是分布在東亞地區的螞蟻，工蟻體長約6至8mm，外觀近似黑棘蟻但無棘刺，腹部具有數條光澤的橫條紋，後半段條紋具毛刺列，生活於中海拔山區，在日本、庫頁島、東西伯利亞、蒙古、中國大陸及台灣有分布。棲息於全台灣低海拔森林邊緣、平野與田間，北部陽明山區有零星分佈。每年的五到八月是交配季節，在傍晚會在空中婚飞進行交配儀式。

### 引用
1. ↑  .   [2018-06-12]. （原始内容存档于2020-07-05）.
2. ↑  .   [2018-06-12]. （原始内容存档于2019-01-23）.